# JaMychal Green
Pour les articles homonymes, voir Green.
JaMychal Green, né le 21 juin 1990 à Montgomery dans l'État de l'Alabama, est un joueur américain de basket-ball. Il évolue au poste d'ailier fort et mesure 2,03 m.

## Biographie
Le 22 octobre 2012, Green signe avec les Spurs de San Antonio pour participer au training camp mais il est coupé quatre jours plus tard avant même d'avoir joué un match.
Green rejoint les Toros d'Austin, équipe de NBA Development League associée aux Spurs de San Antonio et reste dans cette équipe toute la saison 2012-2013. Il termine cette saison avec des moyennes de 12,3 points et 8,1 rebonds par match.
Le 30 septembre 2013, Green signe avec les Clippers de Los Angeles mais est coupé durant le training camp.
Le 30 octobre 2013, il signe à Roanne, dans le championnat français de première division.
En juillet 2014, il participe à la NBA Summer League 2014 avec les Spurs de San Antonio. Le 6 août 2014, il signe un contrat avec les Spurs. Le 25 octobre 2014, il est libéré par les Spurs. Le 1er novembre 2014, il est sélectionné par les Spurs d'Austin. Le 18 janvier 2015, il signe un contrat de 10 jours avec les Spurs de San Antonio. Le 28 janvier, à la fin de son contrat, les Spurs décident de ne pas le signer pour un second contrat de dix jours et Green retourne à Austin. Après avoir disputé un match avec Austin, il retourne en NBA, où il signe un contrat de dix jours avec les Grizzlies de Memphis le 2 février. Le 4 février, il est nommé dans l'équipe des Futures All-Star lors du NBA D-League All-Star Game 2015. Le 19 février, il signe un second contrat de dix jours avec les Grizzlies. Le 2 mars, il signe un contrat de plusieurs années avec les Grizzlies.
Le 8 juillet 2019, il se réengage pour deux saisons avec les Clippers de Los Angeles.
Le 21 novembre 2020, il signe aux Nuggets de Denver pour 15 millions de dollars sur deux ans.
En juin 2022, JaMychal Green est envoyé vers le Thunder d'Oklahoma City avec un premier tour de draft protégé de 2027 contre le 30e choix de la draft 2022 et deux futurs seconds tours de draft. En juillet 2022, il signe un accord pour se libérer de son contrat afin de signer en faveur des Warriors de Golden State.

## Palmarès
- NBA D-League All-Rookie Second Team (2013)
- First-team All-SEC (2011)
- Second-team All-SEC (2012)

## Statistiques

### Universitaires
| Saison    | Équipe   | Matchs | Titul. | Min./m | % Tir | % 3pts | % LF | Rbds/m. | Pass/m. | Int/m. | Ctr/m. | Pts/m. |
| --------- | -------- | ------ | ------ | ------ | ----- | ------ | ---- | ------- | ------- | ------ | ------ | ------ |
| 2008-2009 | Alabama  | 32     | 31     | 24,8   | 53,8  | 0,00   | 71,0 | 7,56    | 0,75    | 0,94   | 1,59   | 10,25  |
| 2009-2010 | Alabama  | 31     | 28     | 27,0   | 49,5  | 0,00   | 69,5 | 7,16    | 1,06    | 0,87   | 1,68   | 14,13  |
| 2010-2011 | Alabama  | 34     | 33     | 27,9   | 50,8  | 100,0  | 73,7 | 7,56    | 1,44    | 1,44   | 2,06   | 15,50  |
| 2011-2012 | Alabama  | 26     | 22     | 29,2   | 54,6  | 20,0   | 69,0 | 7,38    | 1,77    | 0,73   | 1,50   | 13,96  |
| Carrière  | Carrière | 123    | 114    | 27,1   | 51,9  | 17,6   | 71,1 | 7,42    | 1,24    | 1,02   | 1,72   | 13,46  |

### Professionnelles

#### En Europe
| Saison    | Équipe   | Matchs | Titul. | Min./m | % Tir | % 3pts | % LF | Rbds/m. | Pass/m. | Int/m. | Ctr/m. | Pts/m. |
| --------- | -------- | ------ | ------ | ------ | ----- | ------ | ---- | ------- | ------- | ------ | ------ | ------ |
| 2013-2014 | Roanne   | 25     | 10     | 22,1   | 53,0  | 36,1   | 66,1 | 6,56    | 0,96    | 0,64   | 0,48   | 11,76  |
| Carrière  | Carrière | 25     | 10     | 22,1   | 53,0  | 36,1   | 66,1 | 6,56    | 0,96    | 0,64   | 0,48   | 11,76  |

#### En NBA

##### Saison régulière
| Saison    | Équipe        | Matchs | Titul. | Min./m | % Tir | % 3pts | % LF | Rbds/m. | Pass/m. | Int/m. | Ctr/m. | Pts/m. |
| --------- | ------------- | ------ | ------ | ------ | ----- | ------ | ---- | ------- | ------- | ------ | ------ | ------ |
| 2014-2015 | San Antonio   | 4      | 0      | 6,2    | 57,1  | 0,00   | 0,00 | 1,50    | 0,00    | 0,00   | 0,50   | 2,00   |
| 2014-2015 | Memphis       | 20     | 1      | 7,0    | 57,5  | 0,00   | 80,0 | 1,95    | 0,20    | 0,25   | 0,15   | 2,70   |
| 2015-2016 | Memphis       | 78     | 15     | 18,5   | 46,5  | 33,3   | 75,2 | 4,80    | 0,90    | 0,60   | 0,40   | 7,40   |
| 2016-2017 | Memphis       | 77     | 75     | 27,3   | 50,0  | 38,2   | 80,2 | 7,10    | 1,10    | 0,60   | 0,40   | 8,90   |
| 2017-2018 | Memphis       | 55     | 54     | 28,0   | 45,7  | 33,9   | 72,1 | 8,40    | 1,40    | 0,60   | 0,50   | 10,30  |
| 2018–2019 | Memphis       | 41     | 4      | 22,0   | 48,4  | 39,6   | 78,8 | 6,10    | 0,90    | 0,80   | 0,60   | 9,80   |
| 2018–2019 | L.A. Clippers | 24     | 2      | 19,6   | 48,2  | 41,3   | 81,0 | 6,50    | 0,60    | 0,50   | 0,30   | 8,70   |
| 2019-2020 | L.A. Clippers | 63     | 1      | 20,7   | 42,9  | 38,7   | 75,0 | 6,20    | 0,80    | 0,50   | 0,40   | 6,80   |
| 2020-2021 | Denver        | 58     | 5      | 19,3   | 46,3  | 39,9   | 80,7 | 4,80    | 0,90    | 0,40   | 0,40   | 8,10   |
| 2021-2022 | Denver        | 67     | 8      | 16,2   | 48,6  | 26,6   | 87,1 | 4,20    | 0,90    | 0,60   | 0,40   | 6,40   |
| Carrière  | Carrière      | 487    | 165    | 20,8   | 47,2  | 36,6   | 78,5 | 5,70    | 0,90    | 0,60   | 0,40   | 7,90   |

##### Playoffs
| Saison   | Équipe        | Matchs | Titul. | Min./m | % Tir | % 3pts | % LF  | Rbds/m. | Pass/m. | Int/m. | Ctr/m. | Pts/m. |
| -------- | ------------- | ------ | ------ | ------ | ----- | ------ | ----- | ------- | ------- | ------ | ------ | ------ |
| 2015     | Memphis       | 5      | 0      | 1,6    | 0,0   | 0,0    | 100,0 | 0,60    | 0,00    | 0,20   | 0,20   | 0,40   |
| 2016     | Memphis       | 4      | 0      | 18,0   | 54,5  | 0,0    | 50,0  | 3,80    | 0,80    | 0,80   | 1,30   | 6,80   |
| 2017     | Memphis       | 4      | 2      | 19,7   | 47,2  | 43,8   | 100,0 | 3,30    | 0,30    | 0,00   | 0,00   | 7,30   |
| 2019     | L.A. Clippers | 6      | 3      | 23,5   | 53,5  | 52,2   | 80,0  | 5,30    | 0,80    | 0,70   | 0,00   | 11,00  |
| 2020     | L.A. Clippers | 13     | 0      | 17,1   | 56,4  | 43,5   | 77,8  | 3,80    | 0,50    | 0,20   | 0,20   | 6,10   |
| 2021     | Denver        | 10     | 0      | 19,0   | 44,4  | 30,0   | 88,9  | 5,20    | 1,10    | 0,20   | 0,20   | 5,40   |
| 2022     | Denver        | 5      | 0      | 13,7   | 37,5  | 20,0   | 100,0 | 2,40    | 0,40    | 0,00   | 0,20   | 4,00   |
| Carrière | Carrière      | 49     | 5      | 16,7   | 49,8  | 40,4   | 82,6  | 3,70    | 0,60    | 0,20   | 0,20   | 6,00   |

#### En D-League

##### Saison régulière
| Saison    | Équipe   | Matchs | Titul. | Min./m | % Tir | % 3pts | % LF | Rbds/m. | Pass/m. | Int/m. | Ctr/m. | Pts/m. |
| --------- | -------- | ------ | ------ | ------ | ----- | ------ | ---- | ------- | ------- | ------ | ------ | ------ |
| 2012-2013 | Austin   | 40     | 25     | 24,2   | 49,6  | 18,2   | 78,2 | 8,10    | 1,35    | 0,90   | 0,78   | 12,28  |
| 2014-2015 | Austin   | 20     | 20     | 31,6   | 57,9  | 36,4   | 84,3 | 10,70   | 2,40    | 1,05   | 1,55   | 22,95  |
| Carrière  | Carrière | 60     | 45     | 26,7   | 53,3  | 27,3   | 81,2 | 8,97    | 1,70    | 0,95   | 1,03   | 15,83  |

##### Playoffs
| Saison    | Équipe   | Matchs | Titul. | Min./m | % Tir | % 3pts | % LF | Rbds/m. | Pass/m. | Int/m. | Ctr/m. | Pts/m. |
| --------- | -------- | ------ | ------ | ------ | ----- | ------ | ---- | ------- | ------- | ------ | ------ | ------ |
| 2012-2013 | Austin   | 4      | 4      | 31,6   | 37,3  | 0,00   | 73,3 | 10,00   | 1,00    | 0,50   | 0,75   | 12,25  |
| Carrière  | Carrière | 4      | 4      | 31,6   | 37,3  | 0,00   | 73,3 | 10,00   | 1,00    | 0,50   | 0,75   | 12,25  |

## Records sur une rencontre en NBA
Les records personnels de JaMychal Green en NBA sont les suivants, :
| Type de statistique        | Saison régulière | Saison régulière                  | Saison régulière | Playoffs | Playoffs                    | Playoffs         |
| Type de statistique        | Record           | Adversaire                        | Date             | Record   | Adversaire                  | Date             |
| -------------------------- | ---------------- | --------------------------------- | ---------------- | -------- | --------------------------- | ---------------- |
| Points                     | 29               | @ Timberwolves du Minnesota       | 4 février 2017   | 15       | 2 fois                      | 2 fois           |
| Paniers marqués            | 10               | @ Spurs de San Antonio            | 25 mars 2016     | 6        | Warriors de Golden State    | 18 avril 2019    |
| Paniers tentés             | 18               | @ Spurs de San Antonio            | 25 mars 2016     | 10       | 2 fois                      | 2 fois           |
| Paniers à 3 points réussis | 5                | @ Jazz de l'Utah                  | 30 octobre 2019  | 3        | 3 fois                      | 3 fois           |
| Paniers à 3 points tentés  | 8                | 2 fois                            | 2 fois           | 6        | @ Warriors de Golden State  | 24 avril 2019    |
| Lancers francs réussis     | 12               | @ Timberwolves du Minnesota       | 4 février 2017   | 4        | 2 fois                      | 2 fois           |
| Lancers francs tentés      | 12               | @ Timberwolves du Minnesota       | 4 février 2017   | 5        | @ Trail Blazers de Portland | 3 juin 2021      |
| Rebonds offensifs          | 9                | Nuggets de Denver                 | 30 mars 2016     | 4        | @ Suns de Phoenix           | 7 juin 2021      |
| Rebonds défensifs          | 15               | Trail Blazers de Portland         | 8 décembre 2016  | 8        | Nuggets de Denver           | 5 septembre 2020 |
| Rebonds totaux             | 18               | Trail Blazers de Portland         | 8 décembre 2016  | 11       | 2 fois                      | 2 fois           |
| Passes décisives           | 7                | @ Magic d'Orlando                 | 3 mars 2018      | 3        | Trail Blazers de Portland   | 22 mai 2021      |
| Interceptions              | 5                | @ Raptors de Toronto              | 30 novembre 2016 | 2        | @ Spurs de San Antonio      | 19 avril 2016    |
| Contres                    | 4                | @ Wizards de Washington           | 17 février 2021  | 2        | 2 fois                      | 2 fois           |
| Balles perdues             | 5                | 3 fois                            | 3 fois           | 3        | 3 fois                      | 3 fois           |
| Minutes jouées             | 43               | @ Pelicans de La Nouvelle-Orléans | 5 décembre 2016  | 31       | Warriors de Golden State    | 26 avril 2019    |

- Double-double : 50 (dont 2 en playoffs)
- Triple-double : 0

Dernière mise à jour : 15 juillet 2022